# MONDO world welt monde
MONDO world welt monde prodotto da Mauro Malavasi che ha curato gli arrangiamenti. è il settimo album (il sesto in studio) del cantautore italiano Luca Carboni, pubblicato il 4 ottobre 1995

## Il disco
L'album viene pubblicato nei Paesi Bassi e in Germania e anche in lingua spagnola per l'Argentina con il nome MUNDO world welt mondo, adattato da Miguel Bosé.
L'album in lingua italiana viene pubblicato in 2 formati: CD e musicassetta; quello in lingua spagnola in formato CD.
In seguito all'album parte la tournée Mondo Tour 1996.
Come suo solito, Luca Carboni è autore di tutti i brani. In Virtuale e in Ex. T. Blu Mauro Malavasi collabora alle musiche, mentre la musica di Onda è opera di Ignazio Orlando.
Il 22 novembre 2024, l'album viene pubblicato per la prima volta su doppio vinile 33 giri con un inserto autografato dall'artista.

## Tracce

### MONDO world welt monde(Italia, Paesi Bassi, Germania)
CD e musicassetta - BMG Ariola 74321308952
Testi e musiche di Luca Carboni, eccetto dove indicato.
1. Inno nazionale – 3:57
2. Ni-na-na – 3:38
3. Virtuale – 4:12 (testo: Luca Carboni – musica: Luca Carboni, Mauro Malavasi)
4. Non è – 4:01
5. Onda – 4:46 (testo: Luca Carboni – musica: Ignazio Orlando)
6. Mercoledì – 3:20
7. Sto perdendo tempo – 3:44
8. Condomini del mondo – 3:43
9. Batte il cuore – 4:16
10. Ex. T. Blu – 4:11 (testo: Luca Carboni – musica: Luca Carboni, Mauro Malavasi)
11. Kalore – 3:12
12. Nuovo mondo – 4:05
13. Pregare per il mondo – 4:59

### MUNDO world welt mondo(Argentina)
| #   | Titolo | Durata |
| --- | --- | ------ |
| 01. | No ves • Musica & Testo: Luca Carboni • Traduzione e adattamento spagnolo: Miguel Bosé                                | 4:01   |
| 02. | Ni-na-na • Musica & Testo: Luca Carboni • Traduzione e adattamento spagnolo: Miguel Bosé                              | 3:38   |
| 03. | Virtual • Musica: Luca Carboni, Mauro Malavasi • Testo: Luca Carboni • Traduzione e adattamento spagnolo: Miguel Bosé | 4:12   |
| 04. | Late solo si... • Musica & Testo: Luca Carboni • Traduzione e adattamento spagnolo: Miguel Bosé                       | 4:16   |
| 05. | Inquilinos du mundo • Musica & Testo: Luca Carboni • Traduzione e adattamento spagnolo: Miguel Bosé                   | 3:43   |
| 06. | Nuevo mundo • Musica & Testo: Luca Carboni • Traduzione e adattamento spagnolo: Miguel Bosé                           | 4:05   |
| 07. | Ola • Musica: Ignazio Orlando • Testo: Luca Carboni • Traduzione e adattamento spagnolo: Miguel Bosé                  | 4:46   |
| 08. | Kaloor • Musica & Testo: Luca Carboni • Traduzione e adattamento spagnolo: Miguel Bosé                                | 3:12   |
| 09. | Rezando por el mundo • Musica & Testo: Luca Carboni • Traduzione e adattamento spagnolo: Miguel Bosé                  | 4:59   |
| 10. | Himno Hipernacional • Musica & Testo: Luca Carboni • Traduzione e adattamento spagnolo: Miguel Bosé                   | 3:57   |

## Singoli e videoclip
Italia
1. Inno nazionale (4 ottobre 1995)
2. Ni na na (1995)
3. Non è (1996)
4. Onda (1996)

Germania
1. Virtuale (1995)
2. Pregare per il mondo (1995)
3. Nuovo mondo (1995)
4. Kalore (1995)

Argentina
| Singolo e videoclip | Data di uscita |
| Nuevo mundo         | 1995           |
| Ni na na            | 1995           |

## Formazione
- Luca Carboni – voce, cori, tastiera
- Mauro Patelli – chitarra elettrica, chitarra acustica, cori
- Luca Malaguti – basso, programmazione
- Mauro Malavasi – tastiera, pianoforte, tromba, programmazione, cori, arrangiamento
- Cori arrangiati da Mauro Malavasi
- Jimmy Villotti – chitarra elettrica, chitarra acustica
- Ignazio Orlando – basso, programmazione, tastiera, cori
- Antonello Giorgi – batteria, percussioni, cori
- Silvia Donati – cori

Produzione
- Mauro Malavasi – produzione, registrazione, missaggio, mastering
- Luca Carboni – produzione
- Luca Malaguti – registrazione

## Registrazione
- Clock Studio da: Mauro Malavasi, Luca Malaguti

## Classifiche

### Classifiche settimanali
| Classifica (1995) | Posizione massima |
| ----------------- | ----------------- |
| Italia            | 1                 |
| Svizzera          | 15                |

### Classifiche di fine anno
| Classifica (1995) | Posizione |
| ----------------- | --------- |
| Italia            | 12        |